# シャロヴィプテリクス
シャロヴィプテリクス（Sharovypteryx：「シャロフの翼」の意）は、三畳紀中期-後期に現れた爬虫類で、後足に張られた飛膜で滑空ができた。滑空する爬虫類としては最も初期のものの一つ。ロンギスクアマと同じくキルギスにあるMadygen 累層（中期から後期三畳紀）より産出した化石からのみ知られる。

## 概要

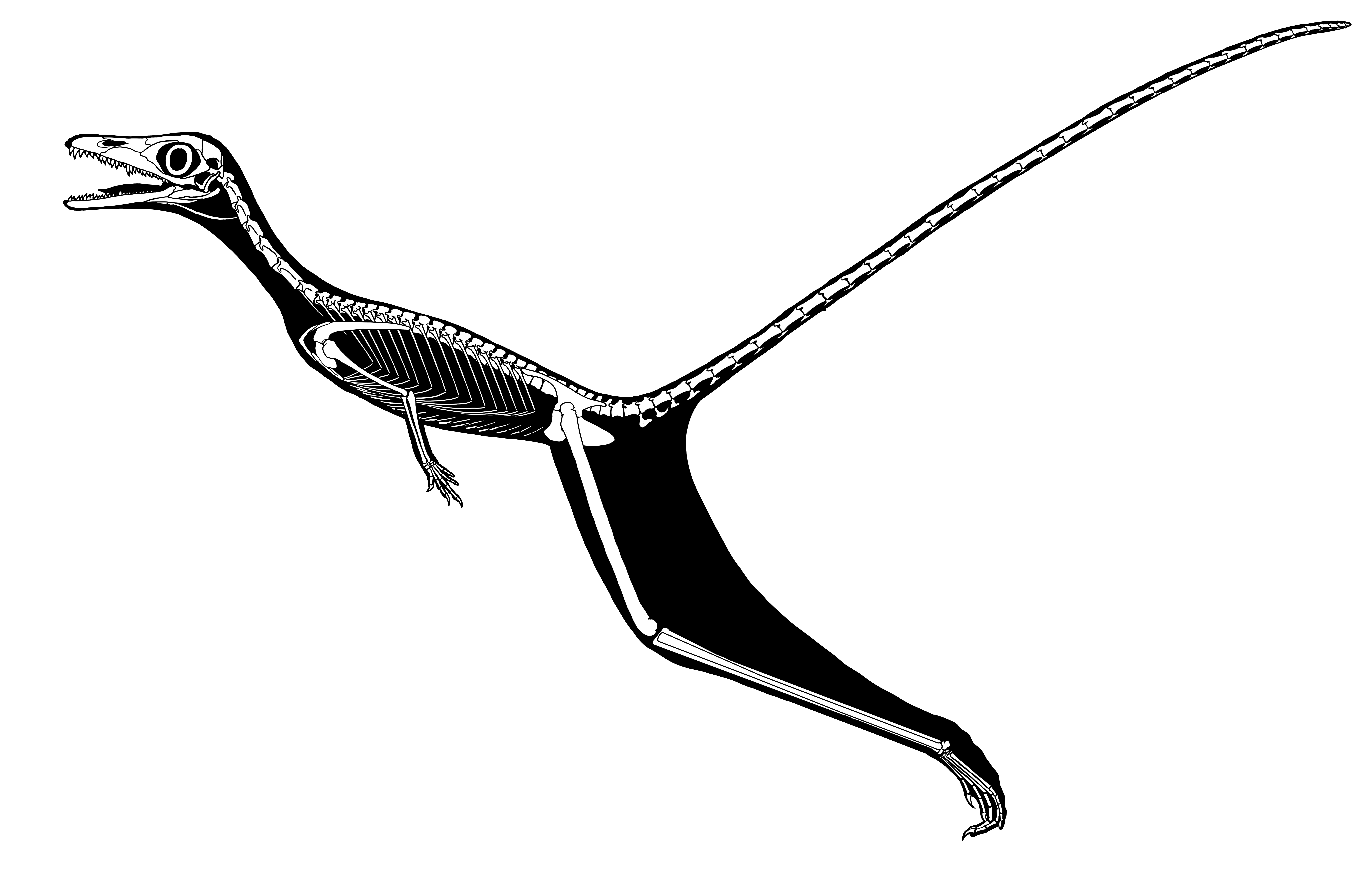
シャロヴィプテリクスの骨格復元図

かつては別名のポドプテリクス（Podopteryx：「脚の翼」の意）として知られていた。全長は約20センチメートルで、極めて長い尾を持っていた。翼竜とは違い、その主たる飛膜は前脚（ごく短い）ではなく長い後脚に張られていた。
2006年、ダイク（Dyke）らの論文が発表され、シャロヴィプテリクスがどのように滑空していたかの研究結果が示された。著者たちの見解よると、飛膜は長い後脚と尾の間に張られ、シャロヴィプテリクスはデルタ翼の飛行機のように滑空していた。もし小さな前脚にも飛膜があったならばそれは先尾翼のように働き、ピッチ方向の安定性を高めるのに効果的であった。先尾翼が無かった場合、制御された滑空は極めて困難であっただろうと著者たちは述べている（既知の化石において前脚の付近は状態が悪く、飛膜の痕跡は発見されていない）。

## 分類

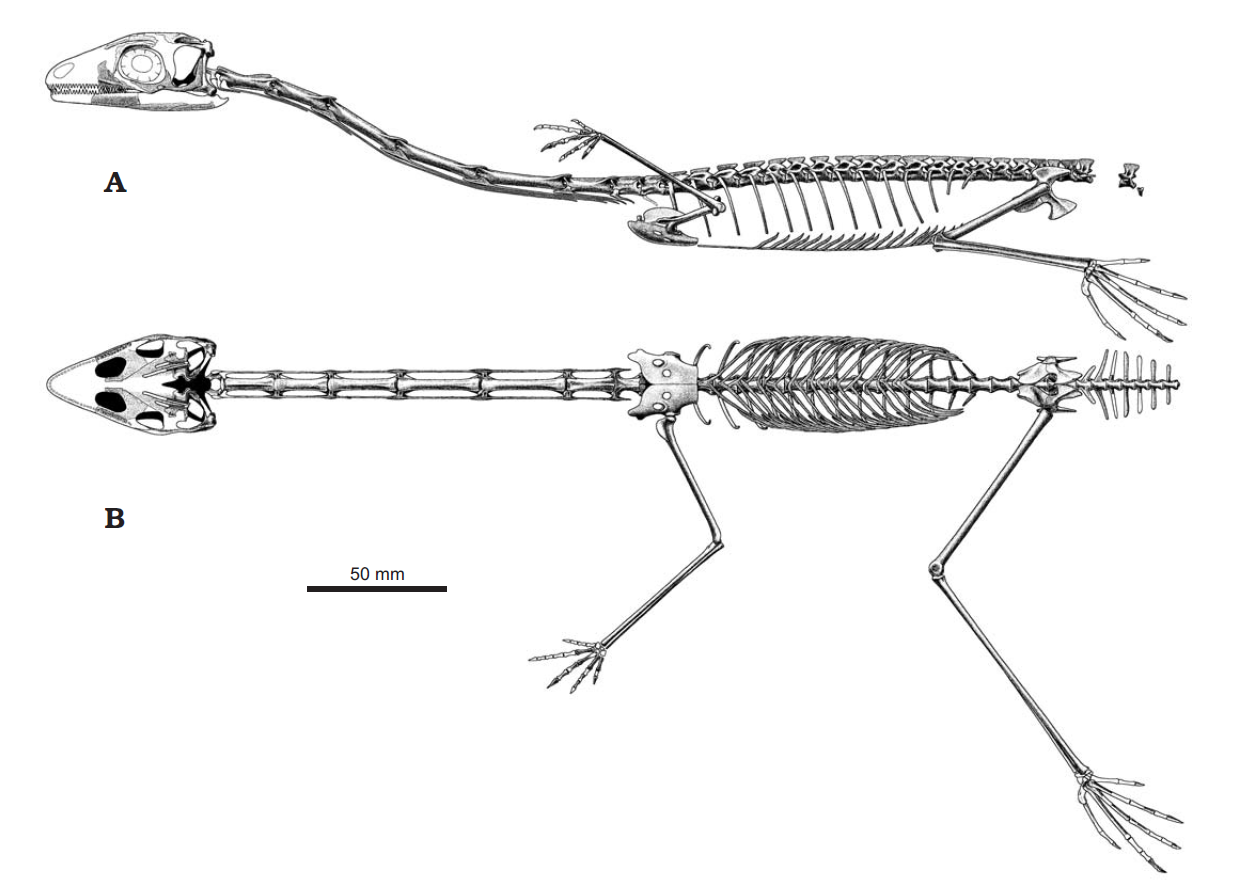
オジメク

シャロヴィプテリクスは一般的に初期の主竜様類、プロラケルタ形類（Prolacertiformes）もしくはProtorosauriaというグループに含まれ、Sharovipterygidae科には他に2016年に記載されたオジメク（Ozimek volans）が含まれる。また、2019年の系統分析では、タニストロフェウスなどを含むTanystropheidae科に含まれるという可能性も指摘された。
古美術家であるデイビッド・ピーターズ（David Peters (paleoartist)）はシャロヴィプテリクスと翼竜との関連性を主張したが、古生物学者ダレン・ナイシュは彼の解剖学的・系統学的な主張は信頼できるものではないと警告している。